# So Alone
So Alone är den amerikanske sångaren och gitarristen Johnny Thunders (tidigare i New York Dolls) första soloalbum, utgivet 1978.
Thunders hade mellan 1975 och 1977 varit ledare för gruppen The Heartbreakers. Detta band splittrades dock hösten 1977 på grund av interna problem. Thunders bildade då med sina vänner ett hobbyband, The Living Dead, och började spela på klubben Speakeasy i London. I bandet ingick bland annat Alan Mair, Peter Perrett och Mike Kellie från The Only Ones, amerikanska sångerskan Patti Palladin och Steve Jones och Paul Cook från Sex Pistols. Alla dessa musiker spelade sedan på So Alone, tillsammans med bland andra Chrissie Hynde (Pretenders), Phil Lynott (Thin Lizzy) och Steve Marriott (The Small Faces).
Albumet innehöll en del nya låtar, men även material från New York Dolls-tiden ("Downtown", "Subway Train") och en del covers. Peter Perrett och Steve Jones hjälpte båda till att producera. Albumet anses av många som Thunders bästa  och utgavs 1992 med flera bonusspår, däribland titellåten.

## Låtlista
Alla låtar skrivna av Johnny Thunders om inte annat anges
1. "Pipeline" (Bob Spickard/Brian Carman)
2. "You Can't Put Your Arms Around a Memory"
3. "Great Big Kiss" (Catside/Parsons/Tate)
4. "Ask Me No Questions"
5. "Leave Me Alone"
6. "Daddy Rollin' Stone" (Otis Blackwell)
7. "London Boys" (Billy Rath/Walter Lure/Johnny Thunders)
8. "(She's So) Untouchable"
9. "Subway Train" (Johnny Thunders/David Johansen)
10. "Downtown" (Johnny Thunders/David Johansen)

### Bonusspår på CD
1. "Dead or Alive"
2. "Hurtin'" (Henri Paul/Johnny Thunders)
3. "So Alone"
4. "The Wizard" (Marc Bolan)

## Medverkande
- Johnny Thunders - gitarr, sång, producent
- Paul Cook - trummor
- John "Irish" Earle - saxofon
- Paul Gray - bas
- Chrissie Hynde - sång på "Subway Train"
- Steve Jones - gitarr
- Koulla Kakoulli - sång
- Mike Kellie - trummor
- Steve Lillywhite - piano, keyboard, producent
- Walter Lure - gitarr
- Phil Lynott - bas, sång
- Steve Marriott - munspel, piano, keyboard, sång
- Steve Nicol - trummor
- Patti Palladin - sång
- Henri Paul - gitarr
- Peter Perrett - gitarr, sång
- Billy Rath - bas